# The Woman in Black (film 1914 Costello)
The Woman in Black è un cortometraggio muto del 1914 diretto da Maurice Costello e Robert Gaillard.

## Produzione
Il film fu prodotto dalla Vitagraph Company of America.

## Distribuzione
Distribuito dalla General Film Company, il film - un cortometraggio in una bobina - uscì nelle sale cinematografiche statunitensi il 23 marzo 1914.